# Vlastimil Tlustý
Vlastimil Tlustý (ur. 19 września 1955 w m. Slaný) – czeski polityk i przedsiębiorca, deputowany, w latach 2006–2007 minister finansów.

## Życiorys
Ukończył studia na wydziale mechanicznym wyższej szkoły rolniczej VŠZ w Pradze. W 1983 uzyskał stopień kandydata nauk. Do końca lat 80. był pracownikiem naukowym na macierzystej uczelni. W drugiej połowie tej dekady należał do Komunistycznej Partii Czechosłowacji. Na początku lat 90. zajął się własną działalnością gospodarczą w zakresie doradztwa rolniczego. W 1991 wstąpił do Obywatelskiej Partii Demokratycznej (ODS). Od 1991 do 1992 pełnił funkcję wiceministra rolnictwa. W 1992 został wybrany na posła do Czeskiej Rady Narodowej, przekształconej w 1993 w Izbę Poselską. Uzyskiwał reelekcję w 1996, 1998, 2002 i 2006, sprawując mandat deputowanego do 2010. W latach 1998–2006 przewodniczył klubowi poselskiemu ODS.
We wrześniu 2006 mianowany ministrem finansów w mniejszościowym rządzie Mirka Topolanka. Funkcję tę pełnił do stycznia 2007. W późniejszym czasie stał się krytykiem władz swojego ugrupowania. W 2009 przyczynił się do przegłosowania wotum nieufności wobec drugiego gabinetu Mirka Topolanka. Znalazł się w konsekwencji poza ODS, związał się następnie z czeskim oddziałem ugrupowania Libertas. Później powrócił do działalności w sektorze prywatnym.